# Involvina
Involvina es un género de foraminífero bentónico de la familia Asymmetrinidae, de la superfamilia Duostominoidea, del suborden Robertinina y del orden Robertinida. Su especie tipo es Involvina obliqua. Su rango cronoestratigráfico abarca el Rhaetiense (Triásico superior).

## Clasificación
Involvina incluye a las siguientes especies:
- Involvina obliqua